# My Friend Irma Goes West
My Friend Irma Goes West é um filme de comédia de 1950 dirigido por Hal Walker. Este é a continuação do filme baseado na série My Friend Irma e o segundo filme da dupla Martin e Lewis.
As gravações se estenderam de janeiro a março de 1950, muito após as filmagens de outro filme da dupla Martin & Lewis, At War with the Army, que não seria lançado até dezembro de 1950. Isso tornou My Friend Irma Goes West o segundo filme da dupla Dean Martin e Jerry Lewis.

## Sinopse
O início enfoca na situação do filme anterior: Al (John Lund) está ainda tentando encontrar um trabalho digno a Steve Leird (Dean Martin). Eventualmente, Al acaba registrando Steve em uma rede de televisão local e este passa a ser maculado por um produtor cinematográfico. Pensando que não tinha nada a perder, Steve com a ajuda de Al entra em acordo com o produtor, acaba assinando um contrato e com Irma (Marie Wilson), Jane (Diana Lynn) e Seymour (Jerry Lewis) embarca até Hollywood.
A felicidade de todos e a viagem acaba, quando o "produtor" é acusado de foragido. Tentando consertar as coisas, Al acaba arranjando ao grupo um trabalho em um cassino em Las Vegas mas, as coisas não saíram perfeitamente como pensavam. Irma acabou arrumando uma confusão pior, destruindo uma das roletas do cassino. Sendo assim, Irma acabou sendo sequestrada e o seu resgate foi segurado até Al conseguir os cinquenta mil dólares para soltá-la.
Pensando em fazer algo para acabar com essa confusão, Seymour tem a ideia de se vestir de índio para poder encontrar e resgatar Irma. A ideia de Seymour acaba funcionando e como a publicidade acabou cobrindo essa confusão toda, surge um novo filme...contando com Irma e Seymour como protagonistas.

## Elenco
- John Lund: Al
- Marie Wilson: Irma Peterson
- Diana Lynn: Jane Stacy
- Dean Martin: Steve Laird
- Jerry Lewis: Seymour
- Corinne Calvet: Yvonne Yvonne